# Distretto di Sar Hawza
Il distretto di Sar Hawza è un distretto dell'Afghanistan appartenente alla provincia della Paktika.